# Eugen-Gheorghe Hilote
Eugen-Gheorghe Hilote (n. 15 decembrie 1942 - d. 22 ianuarie 2017) a fost  un deputat român în legislatura 1996-2000, ales în județul Botoșani pe listele partidului PNȚCD. Eugen-Gheorghe Hilote a absolvit Facultatea de Filosofie a Universității din București și a fost cadru didactic. În cadrul activității sale parlamentare, Eugen-Gheorghe Hilote a fost membru în grupul parlamentar de prietenie cu Republica Federativă a Braziliei. Eugen-Gheorghe Hilote a fost deținut politic în perioada 1958-1964.